# Brevicornu fasciculatum
Brevicornu fasciculatum är en tvåvingeart som först beskrevs av Paul Lackschewitz 1937.  Brevicornu fasciculatum ingår i släktet Brevicornu och familjen svampmyggor. Arten är reproducerande i Sverige. Inga underarter finns listade i Catalogue of Life.